# Marcel Styns
Marcel Henri Jules Styns (Elsene, 2 november 1900 - Brussel, 16 januari 1967), ook bekend onder het pseudoniem Herman Valk, was een Belgisch journalist, redacteur en bestuurder.

## Levensloop
Marcel Styns was de neef van Reimond Stijns en Isidoor Teirlinck. Hij studeerde aan de Rijksnormaalschool te Gent alwaar hij afstudeerde als letterkundig regent. Hierop aansluitend ging hij in 1921 aan de slag op de redactie van Het Laatste Nieuws. Eveneens in 1921 werd hij bestuurslid van de Brusselse afdeling van het Algemeen-Nederlands Verbond (ANV), een functie die hij uitoefende tot 1926. Tevens was hij vanaf 1924 penningmeester van het in de schoot van deze organisatie heropgericht letterkundig genootschap De Distel en van 1924 tot 1947 secretaris van het Liberaal Vlaams Verbond (LVV).
In 1936 werd Styns aangesteld als hoofdredacteur van deze krant in opvolging van Julius Hoste. Tevens was hij vanaf 1937 redacteur van De Vlaams Gids. Bij de aanvang van de Tweede Wereldoorlog vluchtte hij samen met Julius Hoste en diens gezin op 20 juni 1940 met het vrachtschip De Kasongo vanuit Le Verdon-sur-Mer naar Engeland. Aldaar verbleef hij in Londen, waar hij actief was in het Belgisch persagentschap Inbel en uitgever was van Onafhankelijk België. Ondanks het uitdrukkelijk verbod van Hoste om Het Laatste Nieuws te laten verschijnen tijdens de Duitse bezetting van België, werd de krant toch uitgegeven met Jan Hadermann als hoofdredacteur. Deze wordt na zijn ontslag opgevolgd door Johan Sacré van DeVlag.
Vanaf 5 september 1944 verscheen Het Laatste Nieuws opnieuw en hernam Styns zijn activiteiten als hoofdredacteur van deze krant, tevens werd hij vanaf 1947 verantwoordelijk uitgever van De Vlaamse Gids, beide functies oefende hij uit tot aan zijn dood. In 1956 volgde hij de Brit Clement Bundock op als voorzitter van het Internationale Federatie van Journalisten (IFJ), een functie die hij uitoefende tot 1964. Zelf  werd hij in deze hoedanigheid opgevolgd door de Brit Henry Bradley. Daarnaast was hij betrokken (samen met Julius Hoste) bij de totstandkoming van de UNESCO en de Benelux. Ook was hij secretaris van het Julius Hoste-fonds, een organisatie die studiebeurzen uitreikte aan kansarme Vlaamse kinderen in het Brusselse.
Zijn archief bevindt zich in Liberas, het ADVN, het CegeSoma en in het Letterenhuis te Antwerpen.